# نادي بنك كابل
نادي بنك كابل (بالبشتوية:کابل بانک) ، هي نادي رياضي لكرة القدم في العاصمة الأفغانية كابل ، أسست سنة 2004م، وتلعب حالياً لبطولة الدوري الأفغاني لكرة القدم.

## انجازات
حقق نادي بنك كابل وصافة الدوري الممتاز سنة 2007م  ، كما حقق وصافة كأس أفغانستان الوطنية سنة 2008م، وحقق كأس كابل سنة 2013م.